# Khái Hưng

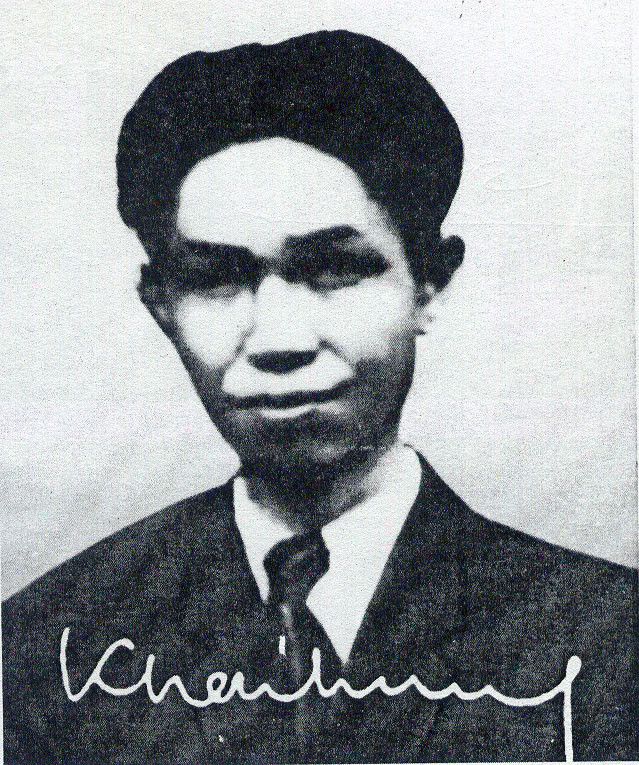
Khái Hưng

Khái Hưng (* 1896; † 1947; bürgerlicher Name: Trần Khánh Giư) war ein vietnamesischer Schriftsteller und Politiker. Er betätigte sich als Roman-, Kurzgeschichten- sowie Presseautor und spielte eine führende Rolle bei der Entwicklung des modernen Journalismus in Französisch-Indochina. Er wurde wegen seiner nationalistischen Ansichten von der Kolonialmacht inhaftiert und engagierte sich in der Nationalistischen Partei (VNQDD). Sein gewaltsamer Tod 1947 wird den Viet Minh zugeschrieben.

## Herkunft und Werdegang
Khai Hung wurde in eine wohlhabende Mandarinfamilie in der Provinz Hai Duong geboren. Sein Vater hatte in selbiger Provinz das Amt des Gouverneurs inne. Er absolvierte die französische Sekundarstufe am prestigeträchtigen Lycée Albert Saurrat in Hanoi und begann 1931 eine akademische Ausbildung an der Privatschule Thang Long.

## Journalistisches und literarisches Wirken
An der Privatschule traf er mit Nguyen Tuong Tam zusammen, der sowohl sein literarischer wie auch politischer Weggefährte werden sollte. Beide spielten eine führende Rolle in der literarischen „Gruppe der Selbststärkung“ (Tu Luc Van Doan). Er veröffentlichte zahlreiche Romane und Zeitungsartikel. Khai Hung propagierte eine Übernahme westlicher Literaturformen und Gedankengutes. Ein Haupttopos seiner Werke war die Kritik an der Oberschicht seines Landes, aus der er selbst stammte.
Khai Hung verfasste zahlreiche Romane und Kurzgeschichten. Am meisten Bekanntheit erreichten die während der Dreißigerjahre veröffentlichte Kurzgeschichte Du musst leben (Anh Phai Song) und der Roman Auf halbem Weg durch den Frühling (Nua Chung Xuan).

## Politischer Aktivismus
Während der Front populaire von 1936 bis 1939 wurde Khai Hung erstmals politisch selbst aktiv. 1941 wurde er von den nun zum Vichy-Regime loyalen Kolonialbehörden als antikolonialer Nationalist inhaftiert. Nach seiner Befreiung durch die Machtübernahme der Japaner in der Kolonie im Frühjahr 1945 schloss er sich zusammen mit Nguyen Tuong Tam der VNQDD an. Die beiden bauten die Parteizeitung Viet Nam auf, welche sich gegen die Viet Minh und deren von Kommunisten dominierten Einheitsfront der vietnamesischen Unabhängigkeitsaktivisten wandte. 1947 wurde er von Angehörigen der Viet Minh auf der Flucht zum Heimatdorf seiner Frau verhaftet und starb in deren Gewahrsam. Es ist unklar, ob die Entscheidung zu seiner Ermordung der Führung bekannt war oder ob es sich um eine spontane Aktion örtlicher Kader handelte.